# Tân Sơn (thị trấn)
Tân Sơn là trung tâm hành chính, kinh tế, văn hoá xã hội và khoa học kỹ thuật và là thị trấn huyện lỵ của huyện Ninh Sơn.

## Địa lý
Thị trấn Tân Sơn nằm ở trung tâm huyện Ninh Sơn, có vị trí địa lý:
- Phía đông giáp huyện Bác Ái
- Phía tây giáp các xã Lương Sơn và Quảng Sơn
- Phía nam giáp xã Quảng Sơn
- Phía bắc giáp xã Lương Sơn.

Thị trấn có diện tích 18,06 km², dân số năm 2019 là 11.301 người, mật độ dân số đạt 626 người/km².

## Lịch sử
Trước đây, Tân Sơn là một xã thuộc huyện Ninh Sơn.
Ngày 30 tháng 8 năm 2000, Chính phủ ban hành Nghị định 42/2000/NĐ-CP. Theo đó, thành lập thị trấn Tân Sơn, thị trấn huyện lỵ huyện Ninh Sơn trên cơ sở 1.764 ha diện tích tự nhiên và 10.242 người của xã Tân Sơn.
Sau khi điều chỉnh địa giới hành chính, xã Tân Sơn còn lại 4.259 ha diện tích tự nhiên, 4.836 người và được đổi tên thành xã Lương Sơn.

## Hành chính
Thị trấn Tân Sơn được chia thành 8 khu phố đánh số từ 1 tới 8.

## Giao thông
Thị trấn là nơi giao nhau giữa Quốc lộ 27 và Quốc lộ 27B, đóng vai trò là điểm trung chuyển giữa Cam Ranh, Đà Lạt và Phan Rang.
Ngoài ra, đây cũng là nơi giao nhau của Quốc lộ 27B và đường tỉnh 656.
Dự án đường liên vùng Tân Sơn (Ninh Thuận) - Tà Năng (Lâm Đồng) cũng đang được thi công tại đây.

## Điều kiện tự nhiên

### Địa hình
Khu vực nghiên cứu mang đặc điểm địa hình đồi thấp, hình thành từ bậc chuyển tiếp đồng bằng lên núi cao, với 2 dạng địa hình chủ yếu; Dạng lượn sóng (3 - 8 độ) và xen lẫn các đồi thấp (50 - 200m), độ dốc phổ biến (3 - 15 độ).

### Khí hậu
Thị trấn Tân Sơn nằm trong vùng khí hậu nhiệt đới bán khô hạn điển hình nhất nước ta, với đặc điểm nổi bật là ít mưa, nắng nóng và bốc hơi nhiều; là vùng có nhiều ảnh hưởng của khí hậu cao nguyên Lâm Đồng, nhiệt độ thấp hơn và lượng mưa cao hơn so với các vùng khác trong tỉnh và huyện.
- Độ ẩm trung bình của không khí/ năm tương đối cao 76%.
- Nhiệt độ trung bình năm là 25-26 độ C, lượng mưa từ 1500–1600 mm.

### Thủy văn
Hệ thống các sông suối chảy qua thị trấn Tân Sơn gồm sông Cái, sông Ông và các sông suối, kênh mương khác, giúp điều hòa nhiệt độ: giảm bớt sự nóng bức vào mùa hè và tăng độ ẩm vào mùa đông, đồng thời đảm bảo nhu cầu cho sản xuất và sinh hoạt của nhân dân. Tuy nhiên, phần lớn sông suối đều bắt nguồn từ núi cao độ dốc lớn, nguồn nước phân bố không đều, mùa mưa lưu lượng dòng chảy khá lớn dễ gây lũ; mùa khô lưu lượng dòng chảy thấp nên gây tình trạng thiếu nước phổ biến hằng năm.

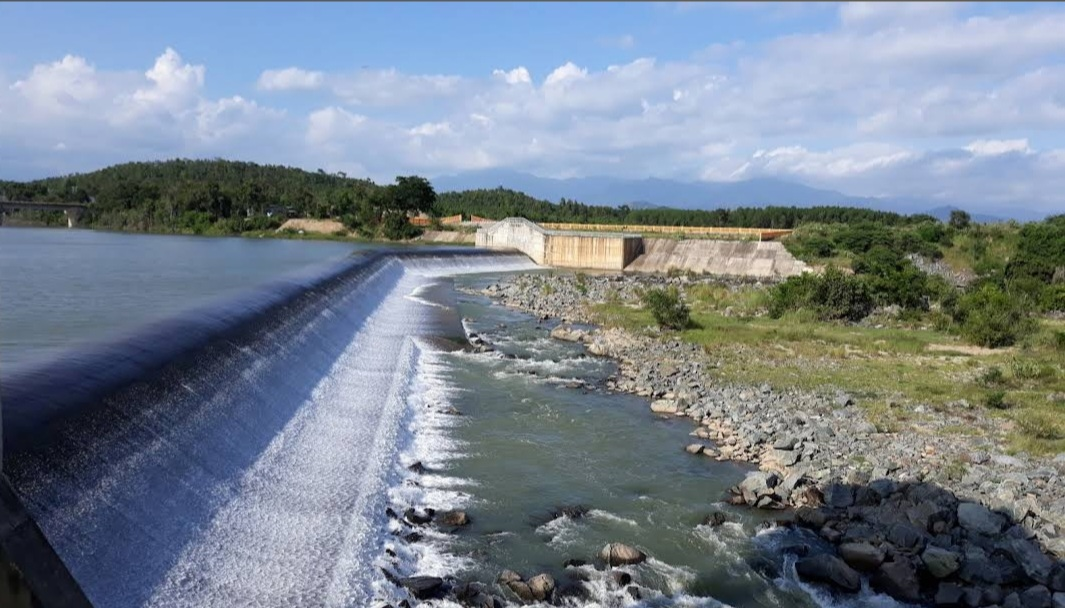
Đập dâng Tân Mỹ

## Du lịch
- Suối nước nóng Krong Fa.